# Florian Vachon
Florian Vachon (Montluçon, Allier, 2 de enero de 1985) es un ciclista francés que fue profesional desde 2008 hasta 2020.

## Biografía
Florian Vachon debutó como profesional en 2008 con el equipo Roubaix Lille Métropole. Consiguió su primera victoria como profesional al año siguiente al ganar una etapa del Tour de Gévaudan. 
En 2010 fichó por el equipo Bretagne-Schuller. En abril, ganó una etapa del Circuito de las Ardenas y consiguió subir al pódium de dos pruebas de la Copa de Francia de Ciclismo: segundo del Gran Premio de Denain y ganador del Tour de Finisterre. Además fue quinto del Tro Bro Leon, lo que le permitió situarse en cabeza de la clasificación de la Copa de Francia. Conservó esta posición hasta septiembre, cuando el colombiano Leonardo Duque se situó en cabeza cuando finalizó el Tour du Doubs. Duque ganó la Copa de Francia de Ciclismo, por delante de Vachon, segundo. Durante esta temporada Florian Vachon también ganó una etapa de la Ruta del Sur.
En 2011 el equipo Bretagne-Schuller se convirtió en equipo continental profesional llegando a disputar pruebas del UCI WorldTour, participando en carreras como la París-Niza.
Tras once años en el mismo equipo, con distintas denominaciones, se retiró en 2020 tras la celebración del Gran Premio de Isbergues.

## Palmarés
2009
- 1 etapa del Tour de Gévaudan Languedoc-Roussillon

2010
- Tour de Finisterre
- 1 etapa del Circuito de las Ardenas
- 1 etapa de la Ruta del Sur

2012
- Clásica de Loire-Atlantique
- 1 etapa del Critérium Internacional
- París-Bourges

2014
- Classic Sud Ardèche[2]

2020
- Gran Premio Villa de Lillers

## Resultados en Grandes Vueltas
Durante su carrera deportiva consiguió los siguientes puestos en las Grandes Vueltas. 
| Carrera | Carrera         | 2008 | 2009 | 2010 | 2011 | 2012 | 2013 | 2014  | 2015 | 2016  | 2017  | 2018 | 2019  | 2020 |
| ------- | --------------- | ---- | ---- | ---- | ---- | ---- | ---- | ----- | ---- | ----- | ----- | ---- | ----- | ---- |
|         | Giro de Italia  | —    | —    | —    | —    | —    | —    | —     | —    | —     | —     | —    | —     | —    |
|         | Tour de Francia | —    | —    | —    | —    | —    | —    | 103.º | 88.º | 105.º | 103.º | 99.º | 123.º | —    |
|         | Vuelta a España | —    | —    | —    | —    | —    | —    | —     | —    | —     | —     | —    | —     | —    |

—: no participa 

Ab.: abandono 